# 3Blue1Brown
3Blue1Brown (littéralement 3Bleu1Brun) est une chaîne YouTube créée par Grant Sanderson. La chaîne produit des vidéos illustrant des concepts mathématiques de niveau universitaire, avec une approche visuelle caractéristique. Parmi les sujets couverts, on trouve l'algèbre linéaire, l'analyse, la transformation de Fourier, la topologie et l'hypothèse de Riemann, mais aussi les réseaux neuronaux et des sujets de physique comme la mécanique quantique.

## Historique
Grant Sanderson est diplômé de l'université Stanford. Il a travaillé pour la Khan Academy de 2015 à 2016, y produisant des vidéos sur l'analyse à plusieurs variables,, mais l'a quittée pour travailler à plein temps sur 3Blue1Brown.
3Blue1Brown était au départ, au début 2015, un projet personnel : Sanderson a expliqué qu'il voulait mettre en pratique ses talents de programmeur et décida de créer une bibliothèque graphique en Python, qui devait devenir le projet open source Manim (de « animations mathématiques »). Pour se fixer un objectif concret, il décida de créer une vidéo avec cette bibliothèque, et de la poster sur YouTube, ce qu'il fit le 4 mars 2015. Finalement, il commença à produire de nombreuses vidéos, tout en améliorant la bibliothèque graphique.

## Vidéos
Les animations de Grant Sanderson sont réalisées avec la bibliothèque graphique qu'il a écrite en Python, à l'exception de certaines animations en 3D pour lesquelles il a utilisé Grapher (en), une application pour macOS.
La chaîne contient une centaine de vidéos, formant en particulier des mini-séries pour l'algèbre linéaire, l'analyse, les équations différentielles et les réseaux neuronaux. Elle a collaboré avec la chaîne de vulgarisation Minute Physics pour créer des vidéos sur la physique quantique et sur le mouvement orbital,. Deux des vidéos de la chaîne ont été distinguées par Popular Mechanics,.
Sanderson a participé à plusieurs blogs vidéo pédagogiques, comme le podcast Numberphile, le blog de Siraj Raval et Showmakers.